# アイ・キャント・スタンド・ザ・レイン
「アイ・キャント・スタンド・ザ・レイン」（I Can't Stand the Rain）は、アン・ピーブルズが1973年に発表した楽曲。

## 概要
メンフィスのある晩、アン・ピーブルズは、のちに結婚することになるハイ・レコードのスタッフ・ライターのドン・ブライアントら友人たちとコンサートに出かけるため落ち合った。だが、ちょうど出発しようとしたときに土砂降りになった。ピーブルズは思わずきっとなって言った。「私は雨には我慢ならないの」
当時のリズム&ブルースはザ・ドラマティックスの「In the Rain」やラヴ・アンリミテッドの「Walkin' in the Rain with the One I Love」など、悪天候を歓迎するような内容の歌がヒットチャートをにぎわせていた。職業的作家として「胸に来る」フレーズを拾い上げることが習慣化していたドン・ブライアントはむしろ流行に反するよい言葉だと考え、それからすぐにピアノに向かった。ピーブルズと地元のDJのバーナード・ミラーが様々なアイデアを出し、メロディと詞が紡ぎだされていった。曲はその日の夜に書き上げられ、翌朝ハイ・レコードのウィリー・ミッチェルのもとへ持ち込まれた。「俺たちは結局外に出かけなかった。誰もコンサートのことなんか忘れちまった」とブライアントは回顧している。
雨の音を表現するために、当時の真新しい楽器であるエレクトリック・ティンバレスが用いられた。
1973年7月、シングルとして発売。ビルボード・Hot 100で38位を記録し、ビルボードのソウルチャートで6位を記録した。
『ローリング・ストーン』誌が選ぶ最も偉大な500曲において、197位にランクされている。

## カバー・バージョン
- ハンブル・パイ - 1974年のアルバム『サンダーボックス』に収録。
- ロン・ウッド - 1975年のアルバム『ナウ・ルック』に収録。
- グラハム・セントラル・ステーション - 1975年のアルバム『Ain't No 'Bout-A-Doubt It』に収録。
- エラプション - 1978年のシングル。オーストラリアとベルギーで1位、ノルウェーで2位、イタリアで3位、オランダ、オーストリア、ニュージーランドで4位、イギリスとフランスで5位を記録した。ビルボード・Hot 100wでは18位を記録した。
- ローウェル・ジョージ - 1979年のアルバム『Thanks, I'll Eat It Here』に収録。
- ティナ・ターナー - 1984年のアルバム『プライヴェート・ダンサー』に収録。
- ザ・コミットメンツ - 1991年公開の映画『ザ・コミットメンツ』で演奏。
- カサンドラ・ウィルソン - 1993年のアルバム『ブルー・ライト・ティル・ドーン』に収録。
- アル・クーパー - 2001年のコンピレーション・アルバム『Rare and Well Done: The Greatest and Most Obscure Recordings 1964-2001』に収録。